# Helicia hainanensis
Helicia hainanensis är en tvåhjärtbladig växtart som beskrevs av Bunzo Hayata. Helicia hainanensis ingår i släktet Helicia och familjen Proteaceae. Inga underarter finns listade i Catalogue of Life.